# Hebardacris albida
Hebardacris albida är en insektsart som först beskrevs av Morgan Hebard 1920.  Hebardacris albida ingår i släktet Hebardacris och familjen gräshoppor. Inga underarter finns listade i Catalogue of Life.